# Rokas Giedraitis
Rokas Giedraitis, né le 16 août 1992, à Tauragė, en Lituanie, est un joueur lituanien de basket-ball. Il évolue aux postes d'arrière et d'ailier. Il est le fils de Robertas Giedraitis.

## Biographie
Le 7 juillet 2015, il signe au Litetuvos rytas. Le 4 août 2017, il prolonge son contrat avec le Lietuvos rytas. Le 5 août 2018, il est libéré par le club lituanien.
Le 6 juillet 2018, il signe un contrat de trois ans avec le club allemand de l'ALBA Berlin. Giedraitis remporte le Championnat d'Allemagne en 2020.
En juillet 2020, Giedraitis rejoint le champion d'Espagne en titre, le Saski Baskonia où il signe un contrat de trois ans.

## Palmarès
- Champion d'Allemagne 2020
- Vainqueur de la Coupe d'Allemagne 2020
- Ligue baltique 2014, 2015, 2016
- Vainqueur de la Coupe de Lituanie 2016
- MVP de la Ligue baltique 2016
- Champion du monde des -19 ans 2011
- Champion d'Europe des -20 ans 2012